# Première Année
Première Année (bra: Primeiro Ano) é um filme dirigido por Thomas Lilti sobre o primeiro ano de um jovem na faculdade de medicina. No Brasil, foi apresentado pela A2 Filmes no Festival Varilux em Casa 2020.

## Elenco
- Vincent Lacoste : Antoine Verdier
- William Lebghil : Benjamin Sitbon
- Alexandre Blazy : Simon Sitbon
- Michel Lerousseau : Serge
- Darina Al Joundi : Martine
- Benoît Di Marco : François
- Graziella Delerm : Annick
- Guillaume Clerice : Vincent Grimaldi
- Noémi Silvania : Nenni
- Luc Gentil : reitor da universidade
- Vanessa Dolmen : jornalista da CNews

## Recepção
No agregador de críticas Rotten Tomatoes, que categoriza as opiniões apenas como positivas ou negativas, o filme tem um índice de aprovação de 83% calculado com base em 6 comentários dos críticos. Carlos Marañón, em sua crítica para o Cinemanía (Espanha) disse que o diretor Thomas Lilti "investiga naturalmente as questões ... para denunciar um sistema elitista."
Boyd van Hoeij no The Hollywood Reporter avaliou como "um relato desconexo e semimpressionista de dois estudantes de medicina no primeiro ano que parece um exercício de nostalgia." Marshall Shaffer no Vague Visages disse que o filme "chama a atenção para o absurdo de um sistema acadêmico que empurra os jovens a tais limites para alcançar o sucesso."